# Твердислав
Твердислав — українське і загальнослов'янське чоловіче ім'я, що означає «міцна слава» або «утверджений славою».
Також існує жіноча форма імені — Твердислава.

## Відповідності
У інших народів імені Твердислав відповідають імена:
- біл. Твердислаў
- серб. Тврдислав
- рос. Твердислав

## Персоналії
- Твердислав — новгородський посадник.